# Production intérieure brute
Ne doit pas être confondu avec Produit intérieur brut.
La production intérieure brute est un concept utilisé dans plusieurs anciens systèmes de comptabilité nationale, correspondant approximativement au produit intérieur brut restreint à la valeur ajoutée des entreprises et excluant les services produits par les administrations publiques et privées et les services domestiques rendus aux ménages.

## Historique
Avant l’adoption du Système de comptabilité nationale des Nations unies (SCN) ou de variantes de celui-ci, plusieurs pays utilisaient des systèmes de comptabilité nationale dans lesquels la production des entreprises était fortement distinguée de celle des administrations. On considérait soit que les administrations n’étaient pas productives, soit qu’elles consommaient leur propre « production », qui n’entrait pas dans le circuit économique national.
C’était, entre autres, le cas de l’« ancien système français de comptabilité nationale » et du « système Courcier », version simplifiée du précédent, utilisé dans la plupart des pays d’Afrique francophone jusqu’à son remplacement par la version du SCN de 1968.
À cette époque, les économistes et comptables nationaux distinguaient « le PIB » (le produit intérieur brut) et « la PIB » (la production intérieure brute).

## Comparaison avec le produit intérieur brut
La production intérieure brute différait du concept « moderne » de produit intérieur brut principalement en raison de différences du concept de « production » et des agents pris en compte. 
- Les systèmes de comptabilité nationale « anglo-saxons », puis le SCN, s'appuient sur les conceptions keynésiennes : toute production (au sens de valeur ajoutée) est source de revenu ; tout revenu provient d’une production ou d’un transfert. L’agrégat fondamental du système de comptabilité nationale est ainsi le produit intérieur brut, le plus large[6].

- Dans le système de « comptabilité du produit matériel » (C.P.M.) utilisé par les pays de l'Est du Conseil d'assistance économique mutuelle (C.A.E.M. ou Comecon), la production était définie dans une optique marxiste, se limitant aux « produits matériels » (objets, mais aussi énergie) et aux « services matériels » nécessaires à leur circulation (transport, commerce ... ) ; les autres services étaient exclus du champ de la production[6].

- En France, la PIB excluait non seulement les activités non marchandes (principalement celles des administrations), mais aussi les activités marchandes des institutions de crédit, des entreprises d’assurances et des administrations[7].

- Dans le système Courcier, la PIB excluait les services produits par les administrations publiques, les institutions sans but lucratif au service des ménages et par le personnel domestique employé par les ménages[3].

Mais la PIB différait aussi du PIB en raison de différences de champs, de classification, de valorisation, etc. Par exemple, l’ancien système français et le système Courcier utilisaient un concept de production "territoriale", prenant en compte la production de tous les producteurs se trouvant sur le territoire considéré, qu’ils soient ou non résidents. Par contre, le SCN (à partir de 1968) et le SEC utilisent le concept de production intérieure, incluant la valeur ajoutée à la production des seuls producteurs résidents. 
Dans le cas du système Courcier :
Production intérieure brute
- plus : rémunération des salariés[8] versée par les administrations publiques, y compris aux organes (par exemple les missions diplomatiques) installés à l’étranger mais considérés comme résidents
- plus : rémunération des salariés versée par les producteurs des services rendus par les institutions privées sans but lucratif au service des ménages
- plus : rémunération des salariés fournissant des services domestiques aux ménages
- moins : rémunération des salariés versée par les « administrations étrangères » (missions diplomatiques étrangères, y compris le personnel militaire étranger) et les organisations internationales installées dans le pays, mais considérées comme non résidentes

…égale (approximativement) : le produit intérieur brut aux prix d‘acquisition.